# ناحیه قایس
ناحیه قایس (به عربی: دائرة قایس) یک ناحیه در الجزایر است که در استان خنشله واقع شده‌است. ناحیه قایس ۴۴٬۲۵۸ نفر جمعیت دارد.